# Luciano Sola
Luciano Sola (Seregno, 5 marzo 1959) è un ex calciatore italiano, di ruolo centrocampista.

## Carriera

### Giocatore

Da sinistra: Sola capitano della Reggiana nel campionato 1982-1983, in un derby emiliano con il bolognese Colomba e l'altro reggiano Pallavicini.

Cresciuto calcisticamente nelle giovanili del Milan, non disputa tuttavia alcuna gara con la prima squadra in maglia rossonera.
Passa quindi in Serie C al Seregno e nel 1979 alla Reggiana, con cui nella stagione 1980-1981 centra la promozione in Serie B. Resta a Reggio Emilia per altre due stagioni in cadetteria, quindi nell'autunno 1983 si trasferisce al Bari, dove in due anni compie il doppio salto dalla C1 alla A. Con i pugliesi esordisce in Serie A nella stagione 1985-1986, chiusa al penultimo posto, segnando un goal contro il Napoli, che resterà l'unico della sua carriera in Serie A.
A fine stagione viene acquistato proprio dal Napoli, allenato da Ottavio Bianchi, con cui gioca 16 partite nella stagione dello scudetto, 1986-1987, dimostrando di essere giocatore di quantità e qualità; nella stessa stagione viene impiegato con più continuità in Coppa Italia, contribuendo alla vittoria del trofeo. Nella stagione successiva le presenze in campionato scendono a 9, ma Sola debutta anche in Coppa dei Campioni nella sfortunata gara esterna persa contro il Real Madrid. Nei due anni passati al Napoli non realizza nessun gol in gare ufficiali ma solo uno, peraltro molto pregevole, in un'amichevole di beneficenza contro la Lazio allo stadio Olimpico di Roma.
Al termine della stagione 1987-1988 si trasferisce al Padova, dove disputa tre campionati di Serie B, per poi passare al Fano in Serie C1 e chiudere la carriera coi dilettanti del Capriolo, formazione dell'omonimo comune bresciano.
In carriera ha totalizzato complessivamente 54 presenze e una rete in Serie A, e 183 presenze e cinque reti in Serie B.

### Dopo il ritiro
Dopo il ritiro è divenuto operaio nel settore dei vetri.

## Palmarès
- Campionato italiano Serie C1: 1

Bari: 1983-1984 (girone B)
- Campionato italiano: 1

Napoli: 1986-1987
- Coppa Italia: 1

Napoli: 1986-1987